# Henric de Schweinfurt
Henric de Schweinfurt (n. 980 d.Hr. – d. 18 septembrie 1017) a fost margraf de Nordgau din 994 până în 1004.

## Biografie
Henric a fost fiul margrafului Berthold al Mărcii Nordice și al soției sale, Eilika (Eiliswintha sau Eila) de Walbeck. Ascendența tatălui său nu este cunoscută cu certitudine, deși se pare că a fost unul dintre fiii ducelui Arnulf de Bavaria.
Henric a dobândit succesiunea asupra ținuturilor tatălui său după moartea acestuia din 980. Henric a devenit margraf (marchio) al Mărcii bavareze Nordgau în 994. În 1003 s-a revoltat împotriva regelui german Henric al II-lea revendicând Ducatul de Bavaria ce-i fusese promis și pe care regele nu i-l acordase. Acesta a susținut că bavarezii aveau dreptul de a-și alege ducele. Apoi Henric s-a aliat cu regii  Boleslav I al Poloniei și Boleslau al III-lea al Boemiei, însă revolta stârnită a fost reprimată, el însuși fiind capturat și a rămas prizonier o perioadă de timp. Regele a instaurat dieceza de Bamberg pentru preîntâmpinarea altor eventuale rebeliuni în regiune. Noua dieceză a preluat autoritatea laică asupra Mărcii de Nordgau.
În  1004, după insistențele corelate ale ducelui Bernard I de Saxonia și ale arhiepiscopului Tagino de Magdeburg a avut loc reconcilierea dintre Henric de Schweinfurt și regele Henric al II-lea. Înainte de a muri în 1017, Henric de Schweinfurt a mai obținut câteva teritorii. El se află înmormântat la Schweinfurt.
Vărul său, cronicarul Thietmar de Merseburg, l-a numit pe Henric în cronica sa „gloria Franconiei răsăritene”.

## Căsătorie și descendenți
Henric a fost căsătorită cu Gerberga, fiica unui anume Otto a cărui identitate este încă disputată. Din căsătoria lor au rezultat trei fii și două fiice:
- Otto, devenit duce de Suabia sub numele Otto al III-lea;
- Eilika, căsătorită cu ducele Bernard al II-lea de Saxonia;
- Iudita de Schweinfurt (d. 2 august 1058), căsătorită cu regele Bretislau I al Boemiei;
- Burchard, episcop de Halberstadt și cancelar al împăratului Conrad al II-lea;
- Henric (c. 992 – 1043), conte de Pregnitz, Naab și Weissenbourg.